# 도요오카번 (고즈케국)
도요오카 번(일본어: 豊岡藩 도요오카한[*])은 일본 에도 시대 전기 고즈케국 내에 있던 번으로, 지금의 군마현 다카사키시의 시모도요오카 정(下豊岡町) 조안지(常安寺)에 위치했다. 다지마국의 도요오카 번과 구분하기 위해 고즈케 도요오카 번(上野豊岡藩)으로 표기하는 경우도 있다.

## 번의 역사
게이초 7년(1602년), 네즈 마사나오(根津政直)의 조카인 네즈 노부마사는 5천 석이었던 기존의 영지에 5천 석이 추가되어 합계 1만 석의 도자마 다이묘가 되면서, 고즈케 도요오카 번이 세워졌다. 노부마사의 사후 그의 장남 마사쓰구가 가독을 계승하였고, 마사쓰구의 사후 양자였던 동생 노부나오가 가독을 계승하여 3대 번주가 되었다. 그러나, 노부나오는 간에이 3년(1626년) 4월(일설에는 간에이 2년)에 병사하였다. 뒤를 이을 아들이 없어 네즈 가문은 영지가 몰수되었고, 고즈케 도요오카 번은 폐지되었다. 폐지된 이후 영지는 막부 직할령이 되었다.

## 역대 번주
고즈케 도요오카 번의 역대 번주들의 사적은 본래라면 독립된 기사로 작성해야 할 것이었으나, 그 사적 및 재위 기간, 생몰 연대에 관한 기록이 남아 있지 않고 불분명한 점이 많기 때문에, 해당 기사에서는 역대 번주의 사적 자체도 기재하였다.
초대 번주 네즈 노부마사(根津信政. 재위 1602년 ~ ?)
아버지는 네즈 마사나오(根津政直)의 동생 네즈 노부나오(根津信直. 차남 노부나오와는 동명이인)이다. 큰아버지 마사나오는 다케다 가문에 사관했으나, 다케다 가문이 멸망한 이후에는 도쿠가와 이에야스의 가신이 되었다. 이에야스가 간토 지방으로 이봉되면서 마사나오는 고즈케 국 도요오카 5천 석 영지를 지급받았다. 그 후, 노부마사는 마사나오의 유령(遺領)을 이어받아 게이초 7년(1602년)에 5천 석이 추가되면서 고즈케 도요오카 번을 세웠다. 사후, 장남 마사쓰구가 가독을 계승하였다. 생몰 연대에 관한 기록은 남아 있지 않다.
2대 번주 네즈 마사쓰구(根津政次. 재위 기간 불명)
초대 번주 네즈 노부마사의 장남. 노부마사의 사후 그의 뒤를 이어 제2대 번주가 되었다. 그의 사후, 대를 이을 아들이 없어서, 동생 노부나오가 가독을 계승하였다. 생몰 연대에 관한 기록은 남아 있지 않다.
3대 번주 네즈 노부나오(根津信直. 재위 ? ~ 1626년)
초대 번주 네즈 노부마사의 차남으로, 2대 번주 네즈 마사쓰구의 동생이다. 출생 연도는 불명. 통칭은 진베이(神兵)로, 조부와는 동명이인이다. 형 마사쓰구의 사후, 후사를 이을 아들이 없었기 때문에, 그의 뒤를 이어 제3대 번주가 되었다. 어린 나이였기 때문에 게이초 19년(1614년)부터 시작된 오사카 전투에서는 번주 명의로 대리를 전장으로 파견해 종군시켰다. 간에이 4년 (1626년) 4월에 사망하였다. 후사가 없었기 때문에 영지는 몰수되어 고즈케 도요오카 번은 이로써 폐번이 되었다.

## 같이 보기
- 일본의 번